# Peng Xiaoming
Peng Xiaoming (chiń. 彭晓铭; ur. 15 maja 1975) – chińska lekkoatletka, skoczkini o tyczce.

## Osiągnięcia
- złoty medal mistrzostw Azji (Fukuoka 1998)

## Rekordy życiowe
- skok o tyczce – 4.15 (1997)
- skok o tyczce (hala) – 4.10 (1997, 1998, 1999)